# Sharif Fernández
Sharif Fernández, de son vrai nom Mohamed Sharif Fernández Méndez  (né le 17 janvier 1980 à Saragosse), est un rappeur espagnol.

## Biographie
Sharif Fernández, plus connu dans le monde du hip-hop espagnol sous le nom de Sharif el increíble, commence sa carrière sur la scène musicale en 1994 avec Fuck tha Posse, dans la ville de Saragosse, ce qui explique que cette ville soit mentionnée à plusieurs reprises dans certaines de ses compositions. Ce groupe, composé d'artistes tels que Rapsusklei, Oscarasecas et Johann, sort sa première démo, Demasiado honor para tanta hambre, en 1998. Cela ne signifie pas pour autant qu'ils n'ont pas travaillé ensemble auparavant, puisqu'en 1994, ils enregistrent leur premier morceau, 4 diablos en el micro.
Par la suite, il entame une carrière solo avec la sortie de son premier album A ras del sueño en 2010 et, plus tard, de son deuxième album Insomnios, nostalgias y Descartes en 2011. Ces albums sont accompagnés de collaborations avec des artistes tels que Xhelazz, Rapsusklei, Morgan, et Pablo. En 2013, il sort Sobre los márgenes produit entièrement par Lex Luthorz, édité et distribué par Boa Musica. Dans l'interview réalisée par HHDirecto.
En outre, Sharif est titulaire d'un diplôme d'ingénieur technique en informatique et de philologie hispanique de l'université de Saragosse.

## Discographie

### Albums studio
- 2010 : A ras de sueño
- 2013 : Sobre los márgenes
- 2015 : Bajo el rayo que no cesa
- 2017 : Acariciado mundo
- 2021 : De inmensidades
- 2022 :  Al Sur de la Noche
- 2022 : 15 años y una Canción
- 2023 : Fotos de familia
- 2024 : Capricornio

### EP et démo
- 2009 : Zapatos de cristal (EP)
- 2011 :  Insomnios, nostalgias y descartes (démo)

### Avec Fuck tha Posse
- 1998 : Demasiado honor para tanta hambre (démo)
- 2006 : Alter Ego y Fuck Tha Posse presentan: Veinte Minutos Mixtape Vol. 1 (mixtape)

### Avec Tr3s monos
- 2007 : ¿Quién es Simone Staton? (démo)
- 2007 : Música para tus ojos (démo)
- 2008 : Buscando a Simone Staton (démo)

### Avec Rapsusklei y Juaninacka
- Curso básico de poesía (démo)

### Avec Morgan
- 2019 : Pyramo (album)